# موريس بونيت
موريس بونيت (بالفرنسية: Maurice Bonnet)‏ (و. 1907 – 1994 م) هو مصور، من فرنسا، توفي عن عمر يناهز 87 عاماً.